# Władcy Kurlandii i Semigalii

Herb książęcy Kettlerów

Władcy Kurlandii i Semigalii – lista książąt Kurlandii i Semigalii, do 1795 r. – lenna Rzeczypospolitej Obojga Narodów
| Imię                          | Lata panowania | Uwagi |
| ----------------------------- | -------------- | --- |
| Gotthard Kettler              | 1561–1587      | w latach 1559–1561 mistrz krajowy inflanckiej gałęzi zakonu krzyżackiego, w latach 1562–1565 gubernator Inflant                                                                          |
| Wilhelm Kettler               | 1587–1616      | w latach 1594–1617 panował wspólnie z bratem; w 1616 roku pozbawiony władzy i praw do tronu                                                                                              |
| Fryderyk Kettler              | 1587–1642      | w latach 1594–1617 panował wspólnie z bratem |
| Jakub Kettler                 | 1638           | w latach 1638–1642 regent Kurlandii i Semigalii |
| Jakub Kettler                 | 1642–1682      | ponownie, w latach 1658–1660 pozbawiony władzy w Kurlandii i Semigalii |
| Fryderyk Kazimierz Kettler    | 1682–1698      | |
| Fryderyk Wilhelm Kettler      | 1698–1711      | |
| Ferdynand Kettler             | 1711           | w latach 1698–1731 z przerwami regent Kurlandii i Semigalii |
| Anna Iwanowna Romanowa        | 1711–1731      | cesarzowa Rosji w latach 1730–1740 |
| Maurycy Saski                 | 1726–1729      | wybrany przez szlachtę kurlandzką, rządził bez zgody sejmu Rzeczypospolitej |
| Ferdynand Kettler             | 1731–1737      | |
| Ernest Jan Biron              | 1737–1741      | pan Wolnego Państwa Stanowego Sycowa, w 1740 regent Imperium Rosyjskiego |
| Ludwig Ernst von Braunschweig | 1741           | |
| interregnum                   | 1741–1759      | rządy sprawowała Rada Książęca |
| Karol Krystian Wettyn         | 1759–1763      | |
| Ernest Jan Biron ponownie     | 1763–1769      | |
| Piotr Biron                   | 1769–1795      | w 1795 odstąpił księstwo na rzecz Rosji otrzymując w zamian wysoką rentę i rekompensatę pieniężną, w latach 1786–1800 książę żagański, pan Wolnego Państwa Stanowego Sycowa, pan Nachodu |
| Piotr                         | 1787–1790      | syn, tylko następca tronu |

Po trzecim rozbiorze Rzeczypospolitej księstwo zostało włączone do Cesarstwa Rosyjskiego, a tytułami księcia Kurlandii i Semigalii posługiwali się władcy Rosji, poczynając od Katarzyny II.